# Italofilia

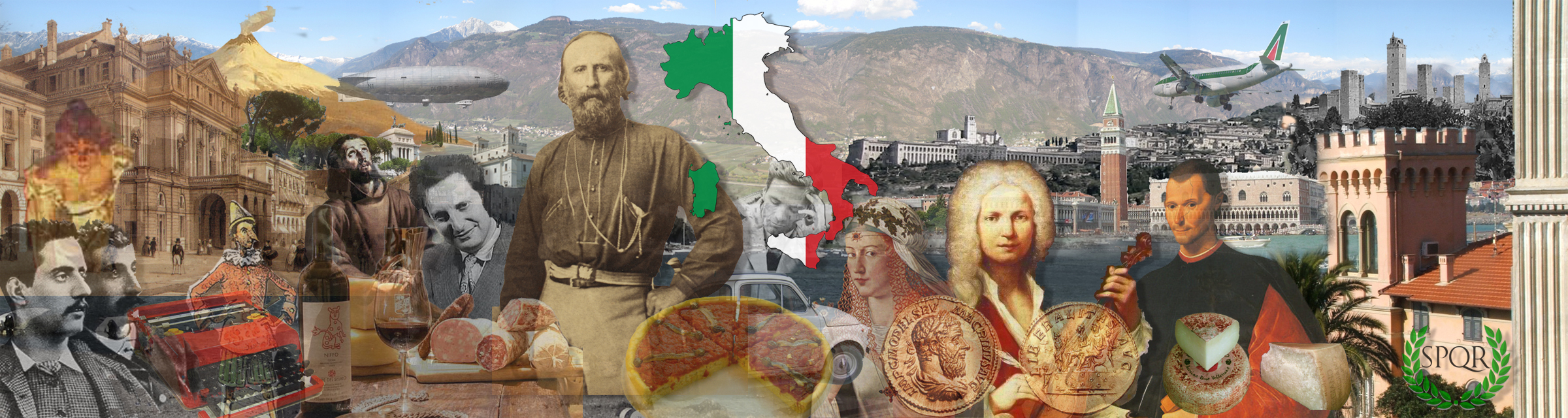
Simboli Italiani

Italofilia è l'ammirazione, stima ed amore verso l'Italia e gli italiani per la loro storia, cultura, eccellenza nelle arti e per la posizione di rilievo internazionale dell'Italia.
Il termine viene storicamente utilizzato soprattutto in due aree: nell'ambito della politica internazionale e in quello della cultura. Oggi è utilizzato anche in campo socioeconomico e in riferimento allo stile di vita italiano.

## Italofilia nella storia

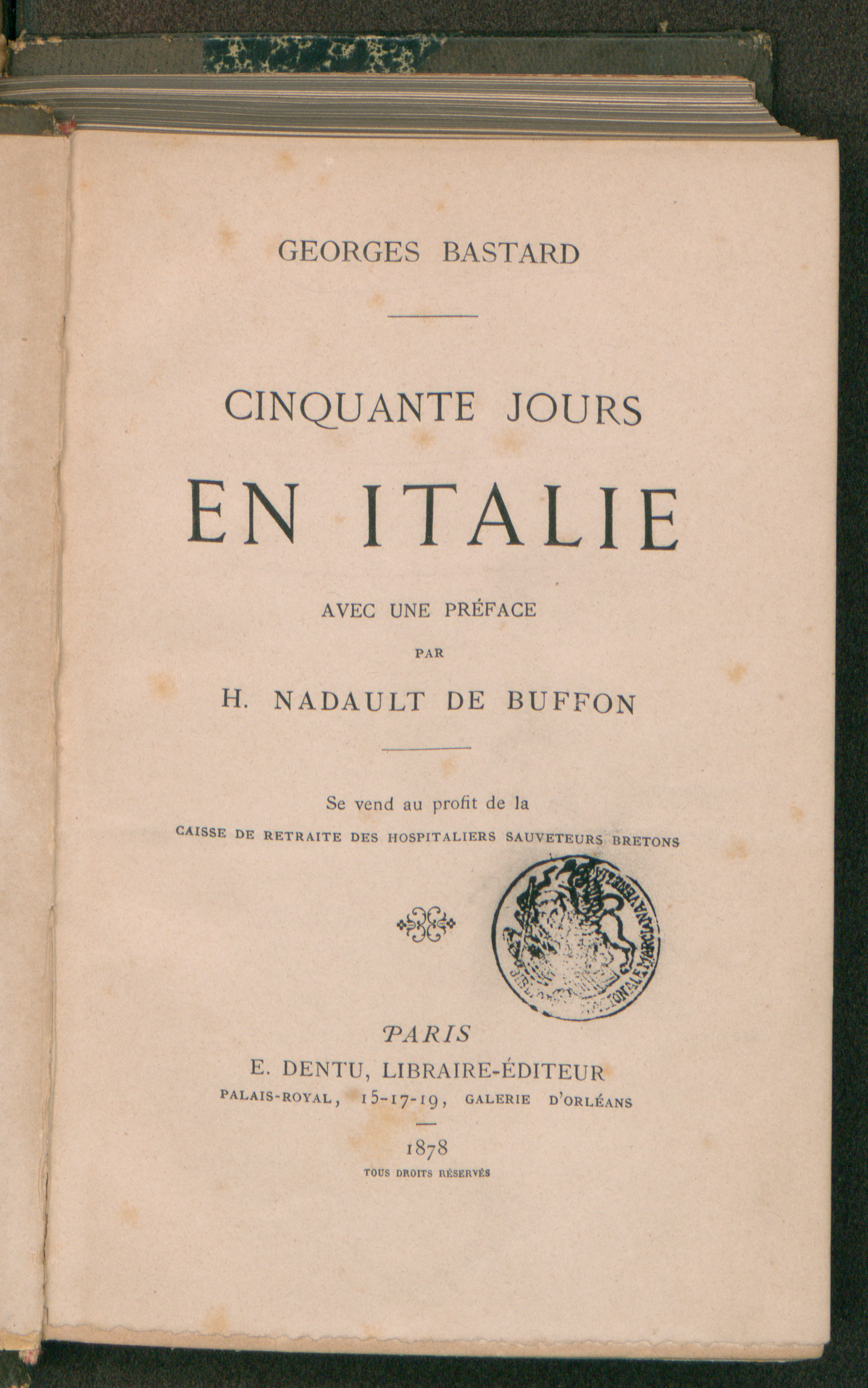
Georges Bastard, Cinquante jours en Italie, 1878

L'Italia nell'antichità è stata identificata con l'Impero romano, ma dal Medioevo l'identificazione venne fatta con il Rinascimento (nato e sviluppato in Italia, in particolare nel Trecento, Quattrocento e Cinquecento) e con l'Umanesimo.
L'Europa in quei secoli ebbe molta italofilia. Infatti, in Inghilterra la dinastia degli Hannover promosse le arti e questo attrasse molti artisti italiani. Di conseguenza, nell'Inghilterra del secolo di William Shakespeare vi era una forma moderata di italofilia: lo stesso William Shakespeare era un ammiratore entusiasta del Rinascimento italiano in molte delle sue opere (come ad esempio Romeo e Giulietta ed Il mercante di Venezia); 16 commedie vantano trame italiane e lui stesso era un profondo conoscitore della lingua italiana, avendo letto, tra gli altri, opere di Giordano Bruno, Ariosto e Aretino in lingua originale.
Anche in Francia vi fu molta italofilia durante il Rinascimento: Francesco I portò molti italiani (da artisti a giudici) alla sua corte, tra i quali lo stesso Leonardo da Vinci, autore della famosa Gioconda, che venne poi acquistata dallo stesso Re. L'opera finirà più tardi al museo del Louvre, e, salvo il periodo (1800-1804) durante il quale Napoleone la fece appendere nella sua camera da letto, lì resterà negli anni a venire.
Lo stesso è accaduto in Spagna e Portogallo, dove le rispettive Corti hanno adottato lo stile italiano di vita: il re Giovanni II del Portogallo ha entusiasticamente imitato i principi italiani ed i loro modi raffinati.
Più tardi, nel Settecento era molto famoso il cosiddetto Grand Tour, in cui l'Italia era visitata dai nobili e ricchi borghesi di tutta Europa (che apprezzavano specialmente l'architettura e la musica italiana, come Goethe e Mozart).

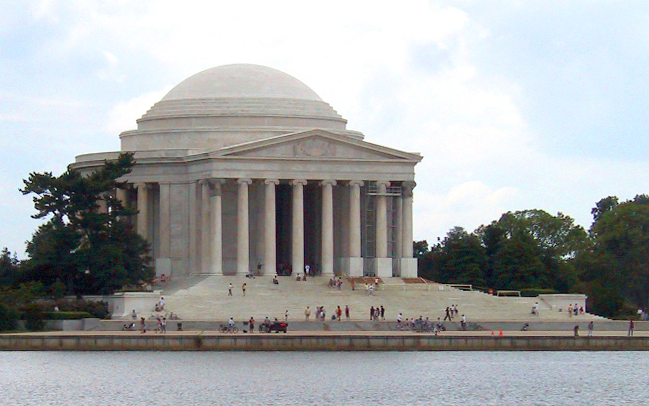
Il Jefferson Memorial a Washington, eretto in onore dell'italofilo Thomas Jefferson in stile palladiano-neoclassico italiano su imitazione del Pantheon di Roma

Negli Stati Uniti d'America, quando vennero fondati alla fine del Settecento, vi era molta italofilia che si manifestava non solo nell'ammirazione dei grandi scopritori e navigatori italiani (Cristoforo Colombo, Amerigo Vespucci e Giovanni Caboto), ma anche nel fatto che alcuni ideatori della stessa Costituzione statunitense - come Benjamin Franklin - guardavano all'Italia con molta stima e finanche come modello giuridico e storico-sociale. Inoltre praticamente quasi tutti gli ambienti acculturati e letterari della giovane America mostravano italofilia.

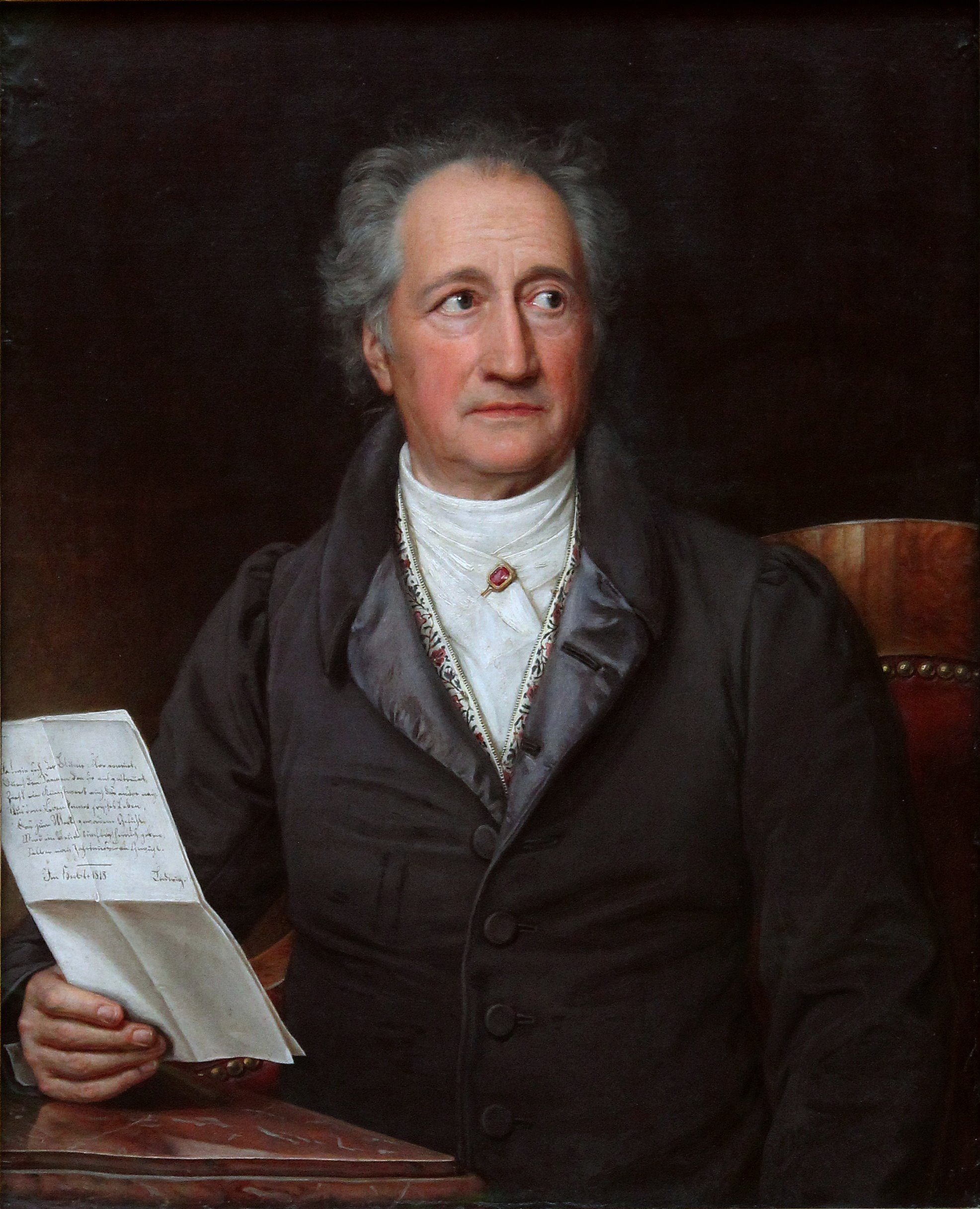
Goethe fu uno dei più noti italofili, nell'età d'oro del Grand Tour

Anche il presidente statunitense Thomas Jefferson era un dichiarato italofilo che promosse e favorì il palladianesimo nell'architettura statunitense di quei decenni (la stessa Casa Bianca ne fu ispirata): con la risoluzione n. 259 del 6 dicembre 2010 il Congresso degli Stati Uniti d'America ha riconosciuto Palladio come Padre dell'architettura americana.
Nell'Ottocento ci fu molta simpatia per l'Italia e la sua unificazione politica: John Ruskin e la stessa regina Victoria della Gran Bretagna (che ammirava molto l'Opera italiana) sono stati moderati italofili che apprezzavano Giuseppe Garibaldi e gli italiani.
Gli italofili nel mondo apprezzarono molto i contributi alla scienza di Leonardo da Vinci e Galileo Galilei, oltre che di scienziati italiani dei secoli XVIII, XIX e XX quali il fisico e inventore della pila Alessandro Volta, il fisico e chimico Amedeo Avogadro e l'inventore del telefono Antonio Meucci. Negli Stati Uniti vi furono convegni di ringraziamento - promossi dagli italofili delle organizzazioni italo-americane - per l'inventore della radio Guglielmo Marconi, quando nel 1909 vinse il Premio Nobel per la fisica "in riconoscimento del suo contributo allo sviluppo della telegrafia senza fili", e per Enrico Fermi quando nel 1938 si aggiudicò il Premio Nobel per la fisica "per la sua dimostrazione dell'esistenza di nuovi elementi radioattivi prodotti da irraggiamento neutronico, e per la relativa scoperta delle reazioni nucleari indotte da neutroni lenti".
Infine nel Novecento ci sono stati diversi dittatori che hanno mostrato italofilia, modellando i propri regimi autoritari sul fascismo di Benito Mussolini: Adolf Hitler (Germania), Francisco Franco (Spagna) ed António de Oliveira Salazar (Portogallo) erano ammiratori dell'Italia. Inoltre, Juan Domingo Perón è stato il più famoso di questi seguaci in America Latina: il critico Carlos Fayt ha detto esplicitamente che il peronismo argentino era una "implementazione argentina del fascismo italiano".

## Italofilia contemporanea
Dopo la seconda guerra mondiale, l'Italia ha avuto uno sviluppo economico (detto miracolo economico italiano) e da allora viene ammirata per molte ragioni. Tra le più famose vi sono le autovetture da sport/corsa Ferrari e Maserati ed il design italiano.

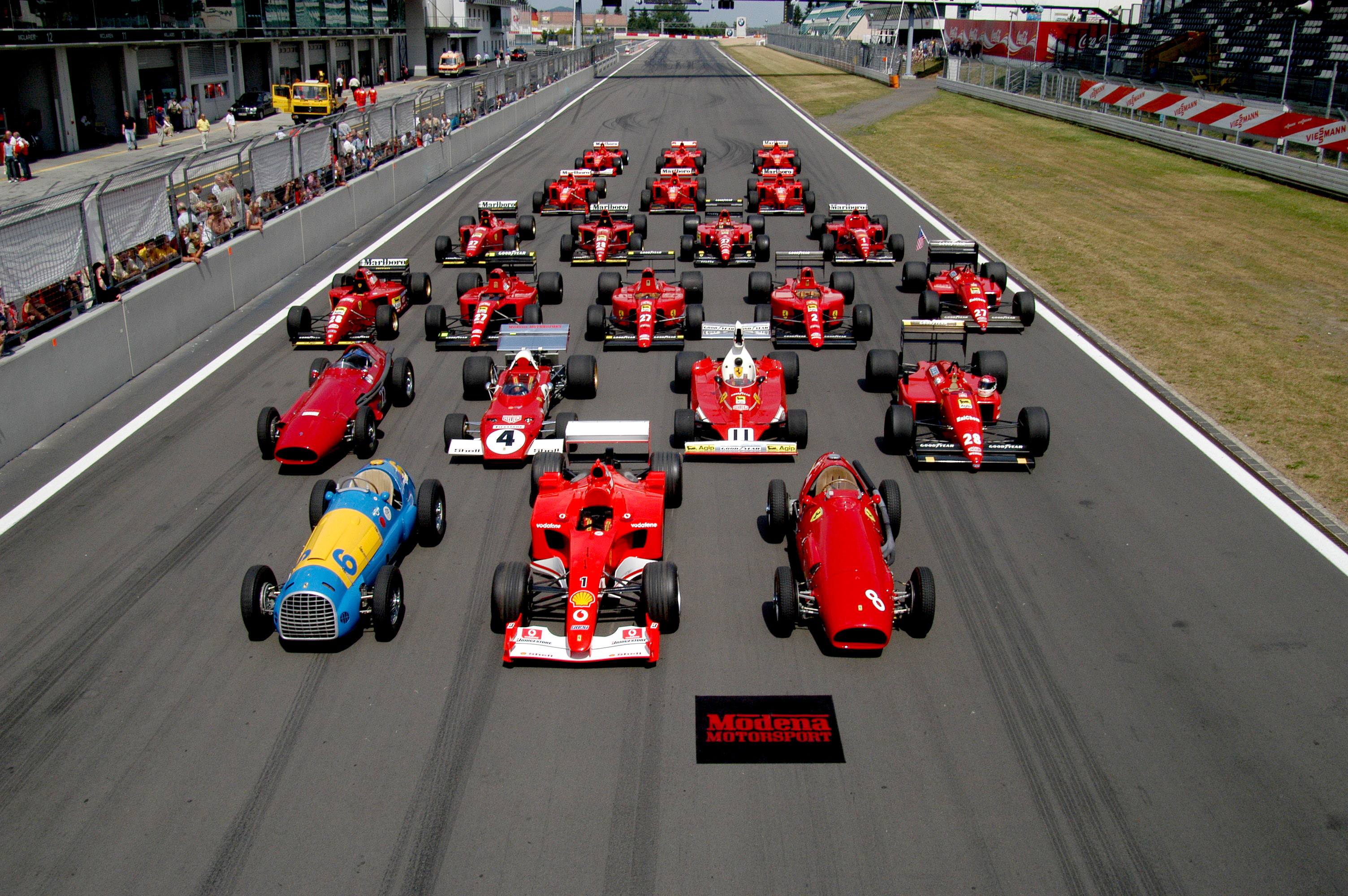
Nürburgring (Germania): 22 vetture di "Formula 1" usate dalla Ferrari nelle competizioni internazionali

La moda italiana è nota in tutto il mondo: marchi come Gucci e Benetton sono imitati da molti modisti dalla Cina all'America Latina. Infatti sono molti gli italofili nel mondo che comprano prodotti delle principali case di moda italiane come Armani, Valentino, Prada, Dolce & Gabbana, Ferragamo, Versace e Fendi.
Un importante simbolo di italofilia nel mondo è l'apprezzamento per la cucina italiana. La pizza napoletana ad esempio, viene considerata come il piatto più universale nella società occidentale contemporanea: a New York (Stati Uniti) e San Paolo (Brasile) vengono consumate un milione di pizze ogni giorno.
Inoltre si nota uno dei migliori indicatori dell'italofilia nei circa 45 milioni di turisti che visitano l'Italia ogni anno. Molti di loro vengono nella penisola italiana perché è l'unico Stato con ben 60 Patrimoni dell'umanità dell'UNESCO su un totale di 1.211, più di qualunque altra nazione nel mondo.
Ovviamente negli Stati delle Americhe, dove si è verificata una notevole emigrazione italiana nei secoli scorsi, si registra un'enorme italofilia: Argentina, Brasile, Uruguay, Canada, Stati Uniti e Venezuela hanno milioni di discendenti di italiani che promuovono nelle rispettive società l'amore e l'apprezzamento per l'Italia, favorendovi il commercio e l'uso di prodotti made in Italy.
Dopo gli anni cinquanta, il cinema italiano conobbe il suo periodo migliore, che portò altissimi riconoscimenti in tutto il mondo e la stima di milioni di italofili, in particolare con il neorealismo. Vittorio De Sica, Federico Fellini, Sergio Leone, Michelangelo Antonioni e Dario Argento sono considerati "maestri" nella terra degli Oscar, gli Stati Uniti. Tra le pellicole più famose di quegli anni d'oro, gli italofili in tutto il mondo ricordano specialmente La dolce vita, Il buono, il brutto, il cattivo ed Il sorpasso. Inoltre apprezzano la pellicola intitolata Il postino con Massimo Troisi e premiata con l'Oscar nel 1996, ed il film di Roberto Benigni intitolato La vita è bella, che riuscì addirittura a vincere nel 1999 ben tre premi Oscar (migliore colonna sonora, miglior film straniero e, soprattutto, miglior attore protagonista - fino ad allora unico non anglosassone a vincere questa prestigiosa statuetta).
Giorgio Silvestri (direttore della "Assemblea Legislativa della Liguria") ha calcolato che attualmente vi sono oltre 250 milioni di italofili nel mondo. Questa italofilia viene promossa attivamente nel mondo anche dai 423 Comitati della Società Dante Alighieri (associazione a tutela dell'italofonia) e storicamente dalla Chiesa cattolica.